# 索倫托 (伊利諾伊州)
索倫托（英語：Sorento）是位於美國伊利諾伊州邦德縣的一個村落。

## 地理
索倫托的座標為38°59′57″N 89°34′26″W / 38.99917°N 89.57389°W，而該地最高點為海拔高度178米（即584英尺）。

## 人口
根據2010年美國人口普查的數據，索倫托的面積為2.80平方千米，當中陸地面積為2.70平方千米，而水域面積為0.10平方千米。當地共有人口498人，而人口密度為每平方千米177人。